# تاكاشي كوتيغاو
تاكاشي كوتيغاوا من مواليد 5 مارس 1978، هو مستثمر ومتداول ياباني اشتهر بتحقيق أرباح مذهلة في البورصة انطلاقًا من استثمارات أولية صغيرة. 
ينشط بشكل رئيسي في أسواق الأسهم اليابانية، وقد تمكن من تحويل رأس مال قدره 1.6 مليون ين (حوالي 15 ألف يورو) إلى ثروة تبلغ عدة مليارات ين (أكثر من 140 مليون يورو)، مستفيدًا من تقلبات السوق باستراتيجية تعتمد على التحليل الفني والتداول عالي التردد.